# Еді Ґатеґі
Еді Муе Ґатегі (англ. Edi Mue Gathegi; нар. 10 березня 1979, Найробі) — американський актор театру, кіно і телебачення. Відомий за своїми ролями у фільмах «Сутінки», «Люди Ікс: Перший клас» і «Супермен».

## Життєпис
Еді Ґатегі народився 10 березня 1979 року в Найробі, Кенія, але виріс в Олбані, Каліфорнія, США. У нього є старший брат і молодша сестра. Спочатку він захоплювався баскетболом і навчався в Каліфорнійському університеті в Санта-Барбарі, де грав у баскетбол, поки травма коліна не змусила його змінити напрямок. Саме тоді Ґатегі почав брати уроки акторської майстерності. Згодом він вступив до престижної Школи мистецтв Тіша (Tisch School of the Arts) при Нью-Йоркському університеті, де отримав ступінь магістра акторської майстерності у 2005 році.

## Фільмографія

### Кіно
- «Бувай, дитинко, бувай» (2007) — роль Чіза.
- «Сутінки» (2008) — вампір Логан.
- «Сутінки. Сага: Молодий місяць» (2009) — вампір Логан.
- «Мій кровавий Валентин 3D» (2009) — заступник Мартін.
- «Люди Ікс: Перший клас» (2011) — Дарвін / Армандо Муньос.
- «Гірка помста» (2021) — Білл Пікетт.
- «Супермен» (2025) — Майкл Голт / Містер Терріфік

### Телебачення
- «Чорний список» (2015—2016) — Матіас Соломон (періодична роль).
- «Чорний список: Спокута» (2017) — Матіас Соломон (головна роль).
- «StartUp» (2016—2018) — Рональд Дейсі (головна роль).
- «Заради всього людства» (2022—2024) — Дев Аєса.